# 717 Wisibada
717 Wisibada è un asteroide della fascia principale del diametro medio di circa 31,04 km. Scoperto nel 1911, presenta un'orbita caratterizzata da un semiasse maggiore pari a 3,1485956 UA e da un'eccentricità di 0,2569190, inclinata di 1,64374° rispetto all'eclittica.
Il suo nome è un omaggio alla città di Wiesbaden, in Germania, patria dello scopritore.